# Sleepless - Il giustiziere
Sleepless - Il giustiziere (Sleepless) è un film del 2017 diretto da Baran bo Odar.
La pellicola, con protagonisti Jamie Foxx e Michelle Monaghan, è il remake del film del 2011 Notte bianca, diretto da Frédéric Jardin.

## Trama
Durante un'operazione, Vincent Downs, tenente della polizia di Las Vegas, si ritrova accidentalmente coinvolto nella sparizione di una partita di droga che attira contro di lui l'ira di due boss mafiosi e insinua dubbi sulla sua onestà nel detective Jennifer Bryant. Per ottenere la droga che Downs ha nascosto, uno dei due mafiosi rapisce il figlio sedicenne di Downs, promettendo di liberarlo solo dopo la restituzione della cocaina. Inizia così una corsa contro il tempo per salvare il ragazzo. Dopo vari colpi di scena avvenuti all'interno di un casinò di proprietà di uno dei due mafiosi, Downs, nonostante sia gravemente ferito, riesce a liberare il figlio, mentre la detective degli affari interni prende in consegna la droga, non credendo alla versione di Downs che si era qualificato come agente sotto copertura. Durante il rientro in centrale per l'interrogatorio di uno dei mafiosi arrestati, si scopre che il vero poliziotto corrotto è Dennison, partner della detective Bryant, che tenta di ucciderla ma senza riuscirci in quanto Bryant, seppur mal ridotta dopo la colluttazione avvenuta con lui, riesce a farlo arrestare dai suoi uomini. A seguito delle ferite riportate negli scontri a fuoco, sia Downs che Bryant vengono trasportati in gravi condizioni in ospedale ma alla fine riescono entrambi a cavarsela.

## Distribuzione
Il film è stato distribuito nelle sale cinematografiche statunitensi il 13 gennaio 2017, mentre in quelle italiane il 2 febbraio dello stesso anno.